# Robert C. Nicholas
Robert Carter Nicholas, född 1793 i Hanover, Virginia, död 24 december 1857 i Terrebonne Parish, Louisiana, var en amerikansk demokratisk politiker. Han representerade delstaten Louisiana i USA:s senat 1836-1841.
Nicholas deltog i 1812 års krig och befordrades till major. Han studerade vid College of William & Mary och var sedan verksam som plantageägare i Louisiana.
Senator George A. Waggamans mandatperiod löpte ut 1835. Historikern och författaren Charles Gayarré, som valdes till Waggamans efterträdare, var tvungen att tacka nej till sitt mandat på grund av hälsoskäl. Nicholas tillträdde sedan som senator för Louisiana i januari 1836. Han efterträddes 1841 av Alexander Barrow.
Nicholas var delstatens statssekreterare (Louisiana Secretary of State) 1843-1846. Hans grav finns på Saint Louis Cemetery i New Orleans.